# 28 (getal)
28 (achtentwintig) is het natuurlijke getal volgend op 27 en voorafgaand aan 29.

## In de wiskunde
Het is een samengesteld getal, de zuivere delers zijn 1, 2, 4, 7 en 14, waarmee het een perfect getal is en een harmonisch-delergetal.
Achtentwintig is het tweede perfecte getal. Als een perfect getal, is het gerelateerd aan het Mersenne priemgetal 7, omdat 22(23 - 1) = 28. Het volgende perfecte getal is 496.
Achtentwintig is een driehoeksgetal, een zeshoeksgetal en een gecentreerd nonagonaal getal. Achtentwintig is de som van de eerste vijf priemgetallen.
Achtentwintig is een gelukkig getal.
Het is ook een Keithgetal, omdat het terugkomt in een Fibonacci-achtige rij startend vanaf de basis 10 eenheden: 2, 8, 10, 18, 28...
Achtentwintig is het negende en laatste getal in vroege Indiase magische vierkanten van orde 3.
Achtentwintig is een getal uit de rij van Padovan.

## In natuurwetenschap
- Het atoomnummer van nikkel (Ni)

## Overig
Achtentwintig is:
- achtentwintig (munt), een Nederlandse munt ter waarde van 28 stuivers, in omloop van de 17e tot de 19e eeuw.
- Het aantal dagen in de kortste maand van de gregoriaanse kalender, februari (behalve in schrikkeljaren, want dan zijn er negenentwintig).
- Het aantal letters in de Deense, Esperanto en Zweedse alfabetten.
- Het jaar 28 B.C., het jaar A.D. 28, 1928
- Het aantal Chinese constellaties, "Xiu" of "huizen" (een letterlijke vertaling), equivalent aan de 12 westerse sterrenbeeldtekens.
- Het aantal normale menselijke tanden en kiezen, exclusief de verstandskiezen.
- Het aantal stenen in een standaard dominospel.
- Het wegnummer van ten minste tien Europese wegen, waaronder A28 (België) en de Nederlandse Rijksweg 28.